# Frälsarens förklarings kyrka, Shpakovshchyna
Frälsarens förklarings kyrka (belarusiska: Спаса-Праабражэнская царква; translitteration: Spasa-Praabrashenskaja tsarkva; kyrkslaviska: Спа́со-Преображенскаѧ це́рковь) är en belarusisk-ortodox kyrkobyggnad belägen i byn Shpakovshchyna, i distriktet Polatski Rajon i Vitsebsks voblast, i norra Belarus.
Kyrkan är helgad åt Kristi förklaring och tillhör Polotsks stift i den Belarusisk-ortodoxa kyrkan.

## Historik
Frälsarens förklarings kyrka i Shpakovshchyna byggdes någonstans under den andra halvan av 1800-talet.